# Ethel Griffies
Ethel Griffies (* 26. April 1878 in Sheffield, Yorkshire, England als Ethel Woods; † 9. September 1975 in London, England) war eine britische Schauspielerin. 

## Leben
Griffies war die Tochter des Theatermanagers Samuel Rupert Woods und der Schauspielerin Lillie Roberts. Mit drei Jahren stand sie daher schon erstmals auf der Bühne. In London gab sie ihr Theater-Debüt im Jahre 1899, am Broadway dagegen erst 1924 mit 46 Jahren. Ab 1917 war die Schauspielerin in zahlreichen britischen und US-amerikanischen Filmen zu sehen. Vor allem in den 1930er- und 1940er-Jahren spielte sie regelmäßig in Hollywoodfilmen, häufig als englische Landlady. Sie verkörperte die Rolle der Grace Poole in gleich zwei Versionen von Jane Eyre und war als diabolische Haushälterin in John Fords Schlagende Wetter zu sehen, welche böse Gerüchte mit schwerwiegenden Folgen in die Welt setzt. Ihre bekannteste Rolle spielte sie als starrsinnige Vogelkundlerin Mrs. Bundy in Alfred Hitchcocks Die Vögel, für den sie nach 13 Jahren wieder in einem Film auftrat. Insgesamt trat Griffies bis 1966 in über 100 Film- und Fernsehsendungen auf.
Griffies war zweimal verheiratet, in erster Ehe bis 1910, dann von 1917 bis zu seinem Tod 1956 mit dem Schauspieler Edward Cooper. Bis zu ihrem Tod spielte sie in London Theater und war mit 97 Jahren die älteste aktive britische Schauspielerin. Sie starb nach einem Schlaganfall.

## Filmografie (Auswahl)
- 1931: Chances
- 1931: Waterloo Bridge
- 1931: Once a Lady
- 1932: Union Depot
- 1932: Die Lotterie des Teufels (Devil’s Lottery)
- 1932: Zahlungsaufschub (Payment Deferred)
- 1932: Schönste, liebe mich (Love Me Tonight)
- 1933: Aufruhr in Utopia (Tonight Is Ours)
- 1933: Schwarzer Schwan (Torch Singer)
- 1933: Sexbombe (Bombshell)
- 1933: Dr. Bull (Doctor Bull)
- 1933: Ein Mann geht seinen Weg (Looking Forward)
- 1934: Die Rothschilds (The House of Rothschild)
- 1934: Sadie McKee
- 1934: Auferstehung (We Live Again)
- 1934: Bulldog Drummond schlägt zurück (Bulldog Drummond Strikes Back)
- 1934: Der bunte Schleier (The Painted Veil)
- 1935: Anna Karenina
- 1935: Der Werwolf von London (Werewolf of London)
- 1935: Vanessa
- 1936: Die schuldige Stimme (Guilty Melody)
- 1937: Kathleen
- 1939: Ihr seid nicht allein (We Are Not Alone)
- 1940: Ihr erster Mann (Waterloo Bridge)
- 1940: Irene
- 1940: Stranger on the Third Floor
- 1941: Der letzte Bandit (Billy the Kid)
- 1941: Echo der Jugend (Remember the day)
- 1941: Schrecken der Kompanie (Great Guns)
- 1941: Schlagende Wetter (How Green Was My Valley)
- 1941: A Yank in the R.A.F.
- 1941: Charlie Chan auf dem Schatzsucherschiff (Dead Men Tell)
- 1942: Abenteuer in der Südsee (Son of Fury)
- 1942: Charlie Chan: Das Schloß in der Wüste (Castle in the Desert)
- 1943: Auf ewig und drei Tage (Forever and a Day)
- 1943: Holy Matrimony
- 1943: Die Waise von Lowood (Jane Eyre)
- 1944: The White Cliffs of Dover
- 1944: Es geschah morgen (It Happened Tomorrow)
- 1944: Musik für Millionen (Music for Millions)
- 1944: Schlüssel zum Himmelreich (The Keys of the Kingdom)
- 1945: Das Spiel mit dem Schicksal (Saratoga Trunk)
- 1945: Flitterwochen zu dritt (Thrill of a Romance)
- 1945: Onkel Harrys seltsame Affäre (The Strange Affair of Uncle Harry)
- 1945: Der Engel mit der Trompete (The Horn Blows at Midnight)
- 1946: Devotion [1943 gedreht]
- 1947: Endspurt (The Homestretch)
- 1963: Die Vögel (The Birds)
- 1963: Geliebter Spinner (Billy Liar)
- 1965: Widersteh, wenn du kannst (Bus Riley's Back in Town)